# Copa del Rey 1910
Devátý ročník Copa del Rey (španělského poháru) se konal od 19. března do 21. března 1910 za účasti tří klubů. Kvůli neshodám mezi úřadujícím šampionem turnaje Real Sociedad a některými z pozvaných klubů se v roce 1910 konaly dva paralelní ročníky této soutěže: jedno bylo pořádané Madridskou fotbalovou federací a druhé bylo Španělským fotbalovým svazem. Oba byli uznány jako oficiální ročníky číslo 9 a 10.
Trofej získal potřetí ve své historii Athletic Club, který neprohrál žádné utkání v minitabulce s kluby Real Sociedad a Real Madrid.
Desátý ročník byl pojmenován jako VIII Campeonato de España a byl poté oficiálně uznán. Vítězem se stal poprvé FC Barcelona, která vyhrála oba zápasy nad Club Español de Madrid a Deportivo de La Coruña. 